# Joc de daus

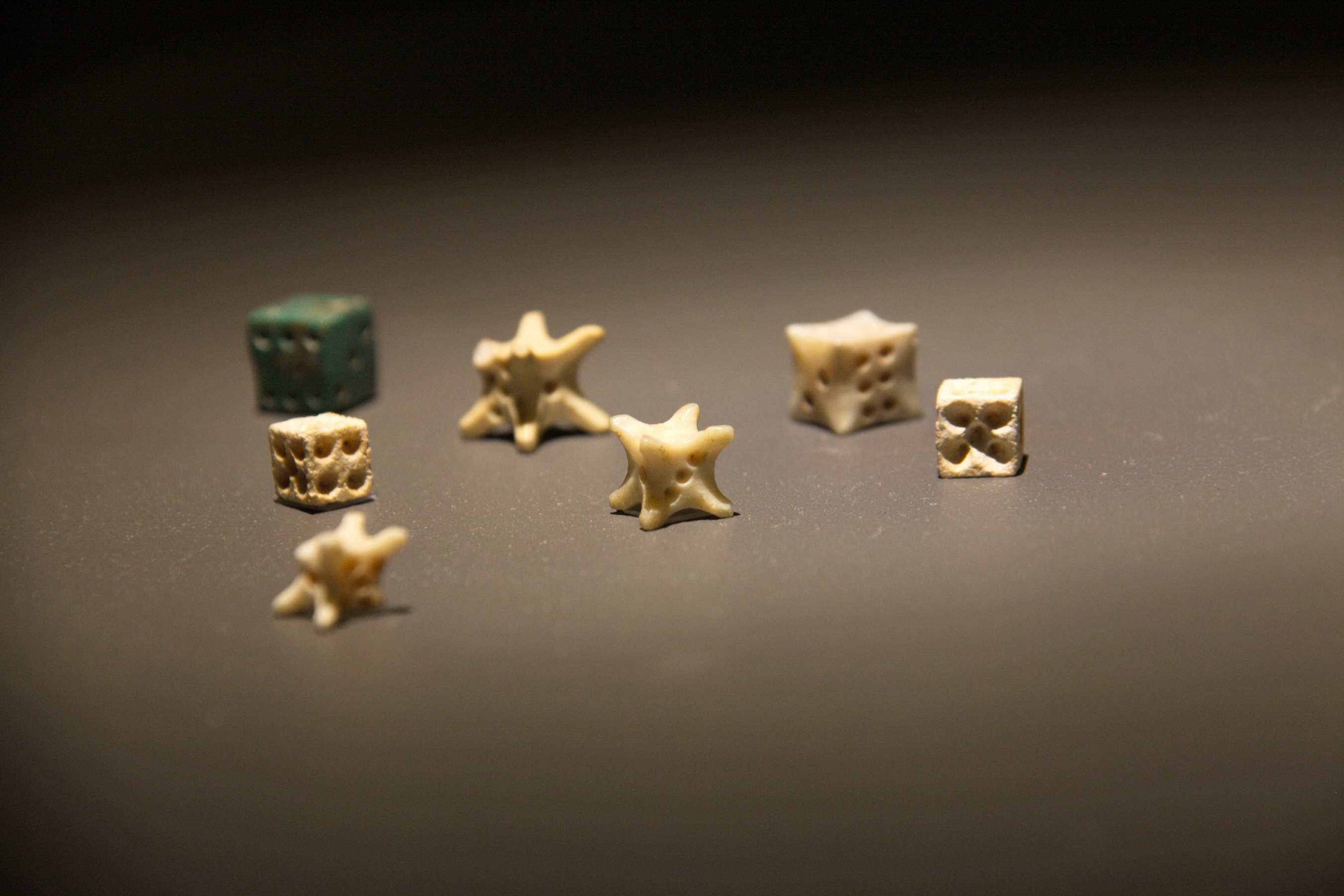
Daus al jaciment del Born (Barcelona)

Els jocs de daus són jocs d'atzar en els quals s'utilitzen un o més daus. Deriven dels jocs d'ossets com que antigament solien ser fets d'os.
Els nombres que apareixen amb els daus no són pas d'una aleatorietat perfecta per lleugeres imperfeccions de construcció i la influència del nombre de punts a cada cara. Els dels casinos serien en principi els que més s'hi atansen.
Entre els múltiples sistemes de joc amb daus destaquen els dels jocs de taula com per exemple el parxís i els que es juguen a través d'apostes de diners habituals en casinos com el Craps, també anomenat Seven eleven, amb dos daus que han d'entrar dins d'uns límits marcats de la taula. Al Backgammon també formen part del joc.

## Jocs de daus en la història
Els orígens dels jocs amb daus són molt antics i es conserven imatges de faraons egipcis llençant els daus. Certs emperadors romans també sembla que eren jugadors pràcticament compulsius de daus. És important destacar que en aquelles èpoques antigues no es consideraven com jocs d'atzar sinó controlat pels déus (especialment per la deessa Fortuna filla de Júpiter) i el fet de llençar daus servia, entre altres coses, com a mètode de predicció del futur. Suetoni atribueix a Juli Cèsar la famosa expressió alea iacta est (s'ha tirat el dau) quan travessà el Rubicó, el que significava l'inici de la Segona guerra civil romana.
En la tradició cristiana, els soldats romans haurien jugat als daus per a compartir els vestits de Jesús després de la crucifixió. (Mateu 27,35) Per això, al cristianisme, com els de cartes, els jocs de daus eren mal vists. Bernadí de Siena, per exemple descriu l'èxit de les predicacions de Mateu Guimerà d'Agrigent (Sant Mateu 1376-1450), que a Barcelona en un sol dia feu cremar 2.700 jocs de daus. Aquest nombre és una prova, que malgrat l'entredit eclesiàstic, els jocs continuaven sent molt populars.
Segons la llegenda, el rei Enric VIII d'Anglaterra hauria perdut les campanes de la Catedral de Saint Paul en una jugada de daus amb Sir Miles Partridge, que va vendre'ls pel preu de la ferralla.